# Weineck Cobra & Motorenbau

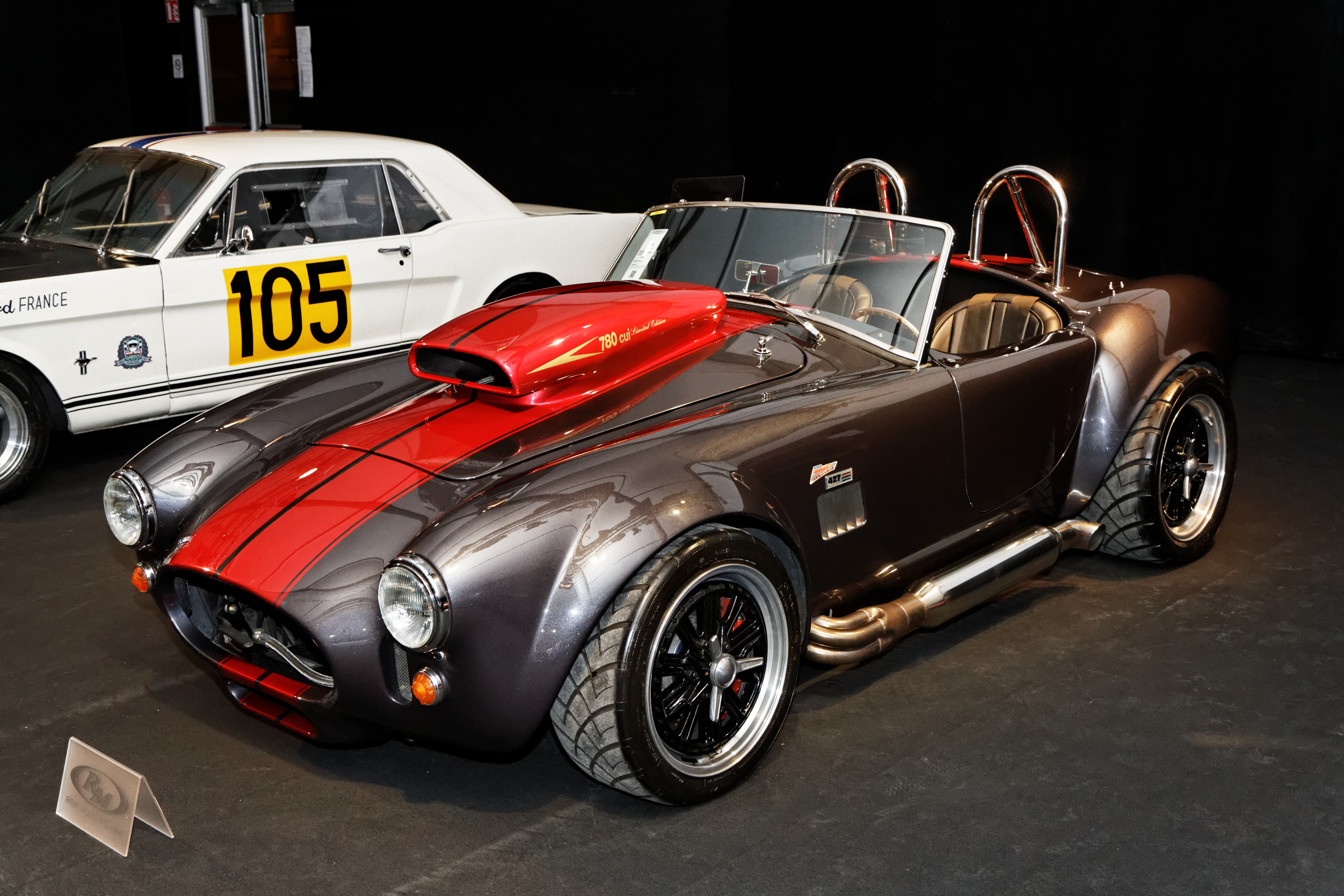
Weineck Cobra

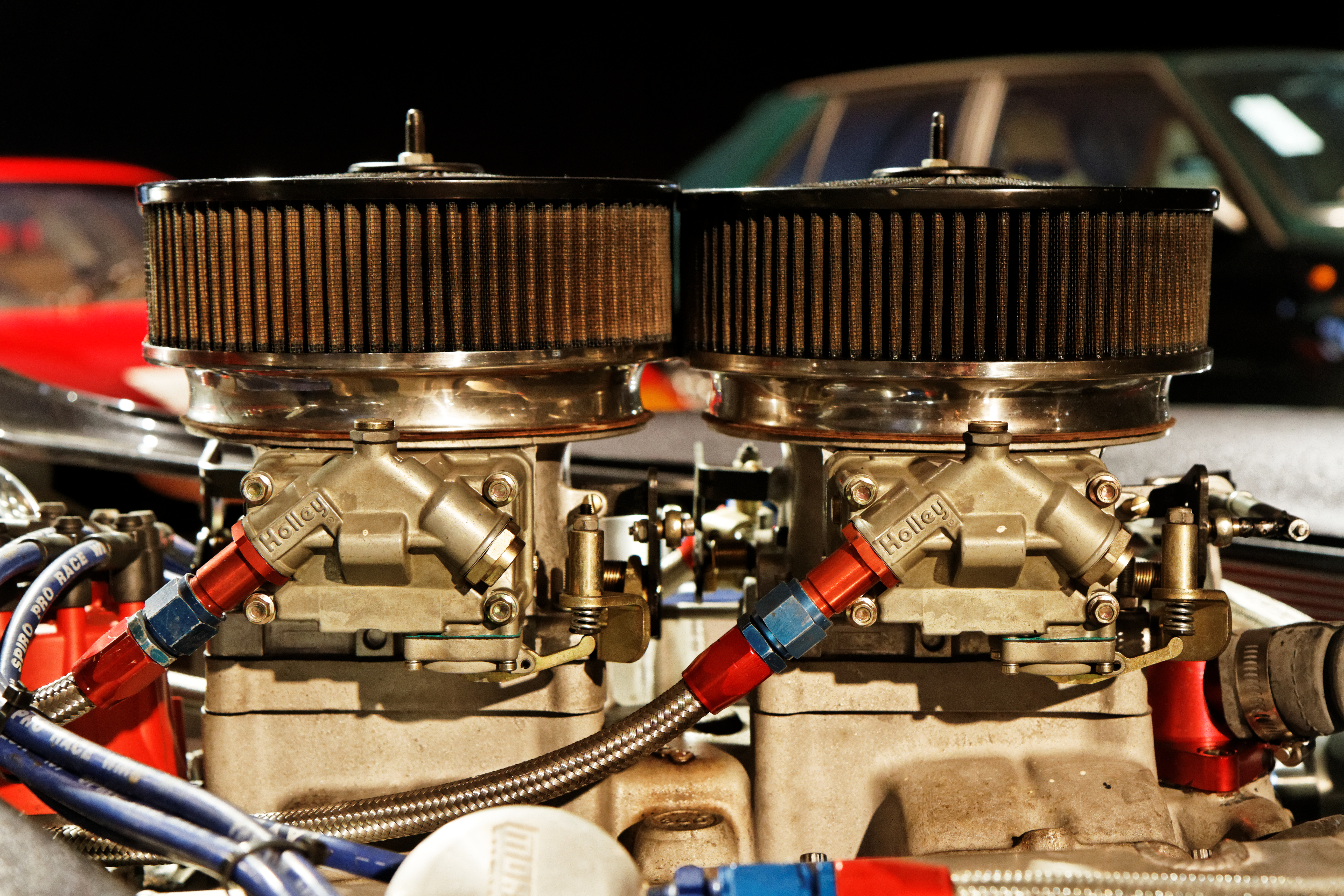
Motor

Die Weineck Cobra & Motorenbau UG ist ein deutscher Hersteller von Automobilen.

## Unternehmensgeschichte
Claus-Dieter Weineck gründete im Mai 2000 das Unternehmen Weineck Motorenbau und Exklusivfahrzeuge in Bad Gandersheim und begann mit der Produktion von Automobilen. Der Markenname lautet Weineck. Inzwischen firmiert das Unternehmen unter Weineck Cobra & Motorenbau UG und wird von Nicole Keßler geleitet.

## Fahrzeuge
Das Unternehmen stellt Nachbildungen des AC Cobra her. Dabei spielt Originalität keine Rolle. Für den Antrieb sorgen von Weineck selbst hergestellte V8-Motoren mit bis zu 13.000 cm³ Hubraum und bis zu 1350 PS Leistung. Die Karosserie besteht aus glasfaserverstärktem Kunststoff und die Kardanwelle aus kohlenstofffaserverstärktem Kunststoff.